# Torneo de Ginebra 2025
El Gonet Geneva Open 2025 fue un torneo de tenis de la ATP en la categoría de ATP Tour 250. Se disputó entre el 18 y el 24 de mayo de 2025 sobre polvo de ladrillo en el Tennis Club de Genève en Ginebra (Suiza).

## Distribución de puntos
| Modalidad            | Campeón | Finalista | Semifinales | Cuartos de final | 2ª ronda | 1ª ronda | Clasificados | 2ª ronda de clasificación | 1ª ronda de clasificación |
| Individual masculino | 250     | 165       | 100         | 50               | 25       | 0        | 13           | 7                         | 0                         |
| Dobles masculino     | 250     | 150       | 90          | 45               | 20       | 0        | -            | -                         | -                         |

## Cabezas de serie

### Individuales masculino
| Tenista         | Ranking | Preclasificado |
| Taylor Fritz    | 4       | 1              |
| Novak Djokovic  | 6       | 2              |
| Tomáš Macháč    | 20      | 3              |
| Karen Khachanov | 24      | 4              |
| Alexei Popyrin  | 25      | 5              |
| Hubert Hurkacz  | 31      | 6              |
| Alex Michelsen  | 32      | 7              |
| Matteo Arnaldi  | 37      | 8              |

- Ranking del 5 de mayo de 2025.[2]

### Dobles masculino
| Tenista                      | Ranking | Preclasificado |
| Marcelo Arévalo Mate Pavić   | 2       | 1              |
| Yuki Bhambri Robert Galloway | 66      | 2              |
| Matthew Ebden John Peers     | 67      | 3              |
| Rafael Matos Marcelo Melo    | 76      | 4              |

## Campeones

### Individual masculino
Novak Djokovic venció a  Hubert Hurkacz por 5-7, 7-6(7-2), 7-6(7-2)

### Dobles masculino
Sadio Doumbia /  Fabien Reboul vencieron a  Ariel Behar /  Joran Vliegen por 6-7(4-7), 6-4, [11-9]